# Данілово (Островський повіт)
Данілово (пол. Daniłowo) — село в Польщі, у гміні Малкіня-Ґурна Островського повіту Мазовецького воєводства.
Населення — 148 осіб (2011).
У 1975-1998 роках село належало до Остроленцького воєводства.

## Демографія
Демографічна структура станом на 31 березня 2011 року:
|          | Загалом | Допрацездатний вік | Працездатний вік | Постпрацездатний вік |
| -------- | ------- | ------------------ | ---------------- | -------------------- |
| Чоловіки | 76      | 19                 | 44               | 13                   |
| Жінки    | 72      | 9                  | 41               | 22                   |
| Разом    | 148     | 28                 | 85               | 35                   |